# Сея, Людвигс
Людвигс Сея (2 июня 1885 года — 15 февраля 1962 года) — латвийский дипломат, министр иностранных дел Латвии (1924), посол Латвии в Литве и США. Один из подписантов меморандума Центрального Совета Латвии от 17 марта 1944 года.

## Биография
Людвигс Сея родился 2 июня 1885 года в «Куки» (латыш. Ķūķi) Джукстинской волости в семье фермеров Яниса и Луизы Сея. Основное образование получил в приходской школе Джуксте. В 1904 году окончил Валмиерскую учительскую семинарию. Эмигрировал во Францию во время революции 1905 года. В 1906 году учился в Русской высшей школе общественных наук в Париже, а в 1909 году, после успешного завершения курса французского языка и литературы в Гренобльском университете, вернулся в Латвию. В течение нескольких лет он был учителем французского языка в гимназии Л. Берзиньша и Ф. Шмитхена в Дубулты, где познакомился с будущей женой, Гертой Озолу, которая была на 12 лет моложе его.
Во время Первой мировой войны с 1916 года до 1918 года был управляющим proreālskolas (позже реальное училище) для мальчиков Мадоны. Он также работал в гимназии для девочек Мадоны. После провозглашения Латвийского государства в ноябре 1918 года в зале Мадонского общества образования Людвигс Сея выступил с речью в честь этого события в присутствии немецкой армии. Когда в середине декабря 1918 года Мадонна была занята большевиками, учитель Сея был арестован и отправлен на станцию для разгрузки колючей проволоки. Старшеклассники реального училища для мальчиков разгрузили вагон вместо него. Сею судили трибуналом из Плявиняс, но он не был осужден.
В 1919 и 1920 годах Л. Сея был членом Народного совета от ЛСДСП. В августе 1919 года он стал секретарем первого класса отдела прессы Министерства иностранных дел, начальником немецкого отдела и директором политико-дипломатического департамента. С марта 1921 года он был делегатом правительства, в августе 1922 года стал временным поверенным в делах Латвии в США, а в апреле 1923 года — послом Латвии в Литве. В январе 1924 года Людвигс Сея стал министром иностранных дел в правительстве во главе с Вольдемаром Самуэлем Он находился на должности, пока правительство не ушло в отставку в декабре.
С мая 1925 года до ликвидации посольства в апреле 1927 года Сея был послом Латвии в США. В августе того же года он стал генеральным консулом в Лондоне. В марте 1932 года он также стал временным поверенным в делах Латвии в Великобритании. В июле 1933 года он стал директором административно-правового департамента Министерства иностранных дел. В сентябре 1934 года он снова стал послом Латвии в Литве.
23 августа 1940 года, почти сразу после оккупации Латвии и Литвы и аннексии их Советским Союзом, вернулся в Ригу. Стал преподавателем Латвийского государственного университета, а с 1942 года — Рижского Университета. Участвовал в работе Латвийского Центрального совета, и уже с первого заседания 13 августа 1943 года, был членом его правления и генеральным секретарем. 29 апреля 1944 года Гестапо арестовало Сею и других членов ЛЦС. 1 сентября они были переведены из Центральной Рижской тюрьмы в концентрационный лагерь Саласпилс, а 10 сентября пароходом Celebes доставлены в Данциг и заключены в концентрационный лагерь Штутхоф. После того как лагерь был ликвидирован весной 1945 года, Сея остался в Польше.
В 1946 году НКВД арестовал Сею и заключил его в тюрьму на Лубянке, а позже перевели в Лефортовскую тюрьму, где он был приговорен к 25 годам лишения свободы. В 1954 году досрочно освобожден и через несколько лет вернулся в Ригу. Умер 15 февраля 1962 года и похоронен 20 февраля на 1-м Лесном кладбище. Людвигс Сея был почетным филистером латвийской студенческой корпорации Sidrabenia.

## Семья
- Жена — Херта (урождённая Озола) (умерла в США).
  - Сын — Улдис.
  - Дочь — Мирдза Медика (р. 1925).
- Брат — Албертс Сея (1892—1980, Рига), специалист по молочной промышленности[5].